# Rhyacophila polonica
Rhyacophila polonica is een schietmot uit de familie Rhyacophilidae. De soort komt voor in het Palearctisch gebied.